# A115-ös autópálya (Németország)
Az A115-ös autópálya (németül: Bundesautobahn 115) egy autópálya Németországban. Hossza 28 km.